# Strzyża Dolna

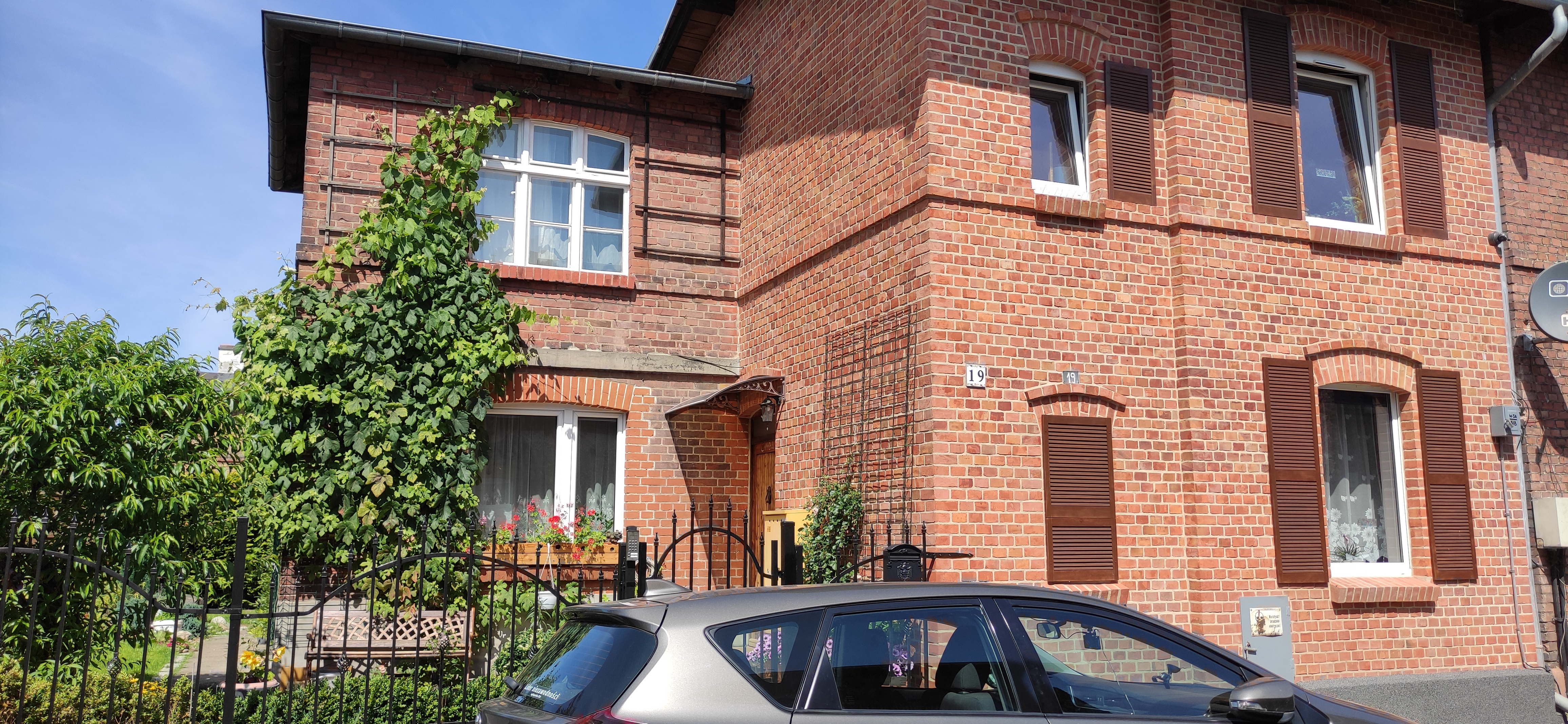
Strzyża Dolna - dom na ul. Kolejarzy z odnowioną elewacją

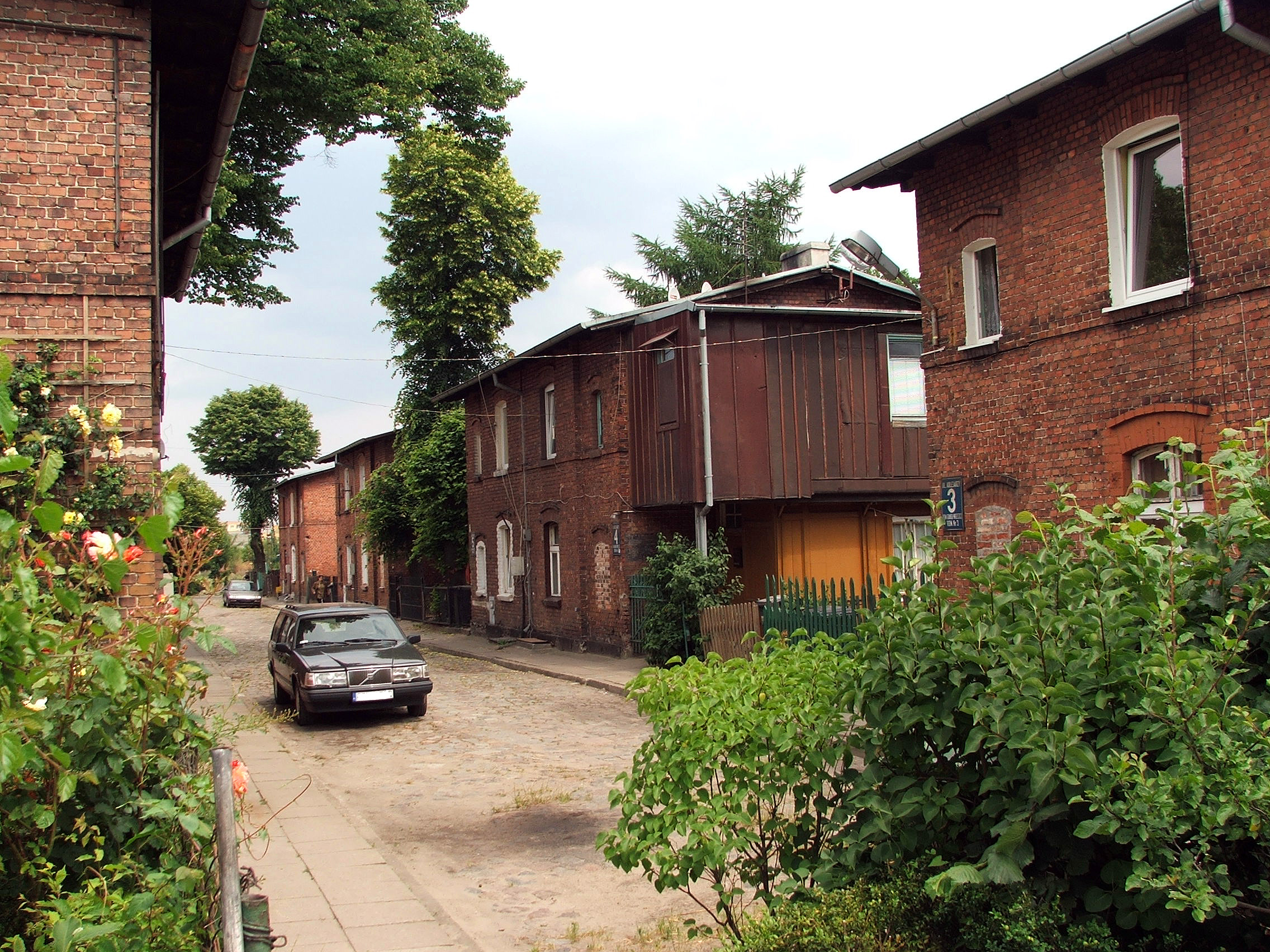
Przykład zabudowy osiedla - zabytkowa kolonia domów robotniczych

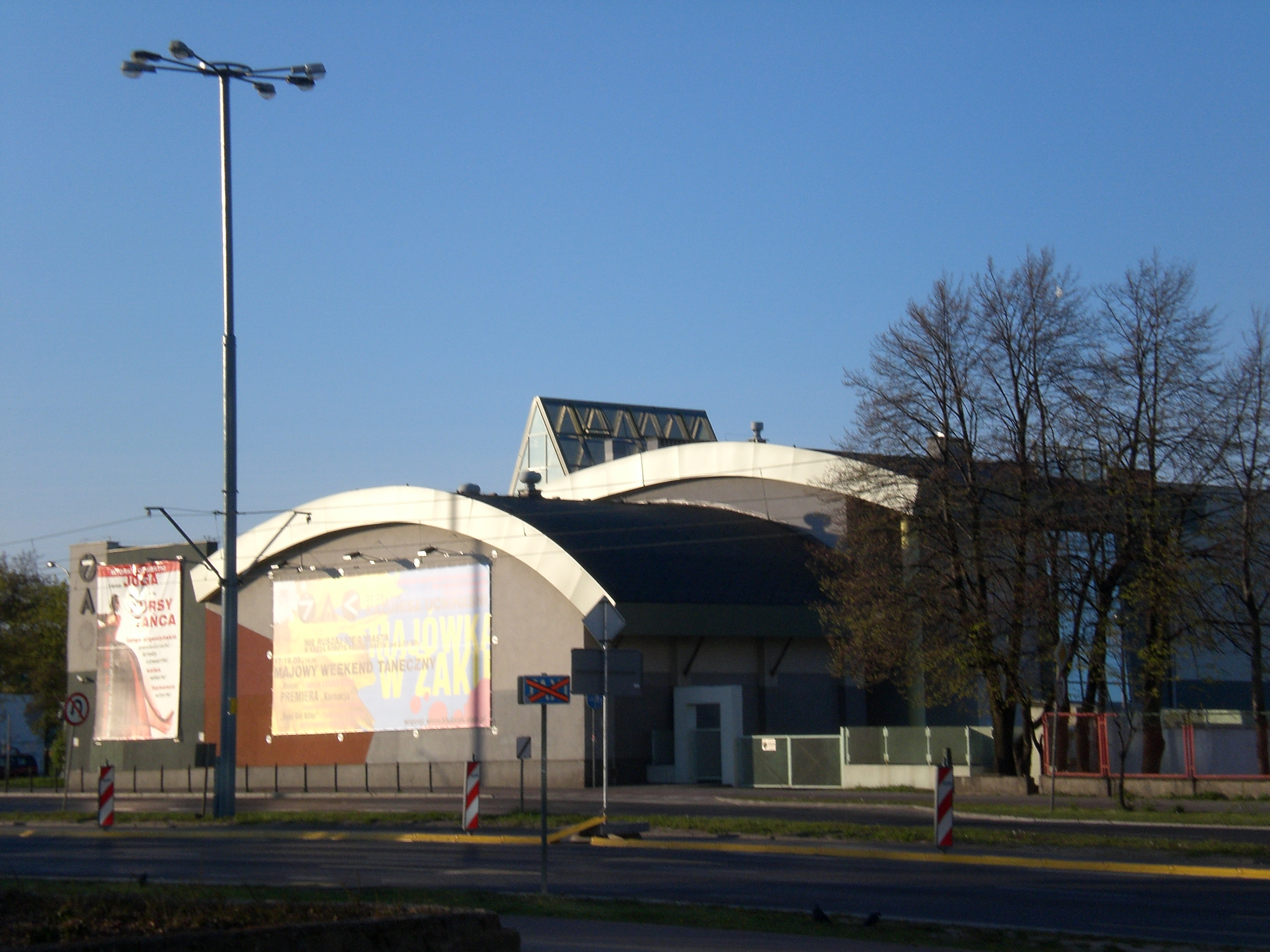
Klub ŻAK i al. Grunwaldzka

Strzyża Dolna (niem. Legstriess, 1945-1948 Bystrzec Dolny) – niewielkie osiedle w Gdańsku, w dzielnicy Wrzeszcz.
Strzyża Dolna została przyłączona w granice administracyjne miasta w 1814. Osiedle należy do okręgu historycznego Wrzeszcz.

## Położenie
Granice Strzyży Dolnej wyznaczają: al. Grunwaldzka, linia kolejowa Gdańsk Główny - Wejherowo, ul. Braci Lewoniewskich oraz ul. T. Kościuszki.

## Zabudowa
Osiedle ma bardzo charakterystyczną zabudowę. Tworzy je siedem krótkich uliczek, między al. Grunwaldzką, a torami kolejowymi. Wzdłuż każdej z nich znajdują się niewielkie, zabytkowe domy z czerwonej cegły. Zostały zbudowane przez fundację dr Georga Abegga, w latach 1895–1905. Powstały na ówczesnych przedmieściach Gdańska, ponieważ w Śródmieściu brakowało w tym czasie terenów pod zabudowę. Była to największa inwestycja tej fundacji. Powstało ponad 50 bliźniaczych, wolno stojących domków  robotniczych, które mieściły 108 mieszkań. Każde składało się z dwóch pokoi, kuchni, ubikacji i piwniczki. Po zakwaterowaniu, mieszkańcy byli zobowiązani do ratalnego spłacania nieruchomości.
Co ciekawe, nie da się jednoznacznie ocenić stopnia estetyki osiedla. Część bowiem domów posiada wiele ozdobnych elementów i schludną elewację, zaś inne są niemal w stanie ruiny.
Na krańcach osiedla znajdują się dyskont Lidl oraz klub ŻAK.
Pod koniec 2010 został oddany do użytku biurowiec Office Island, o powierzchni 7000 m².

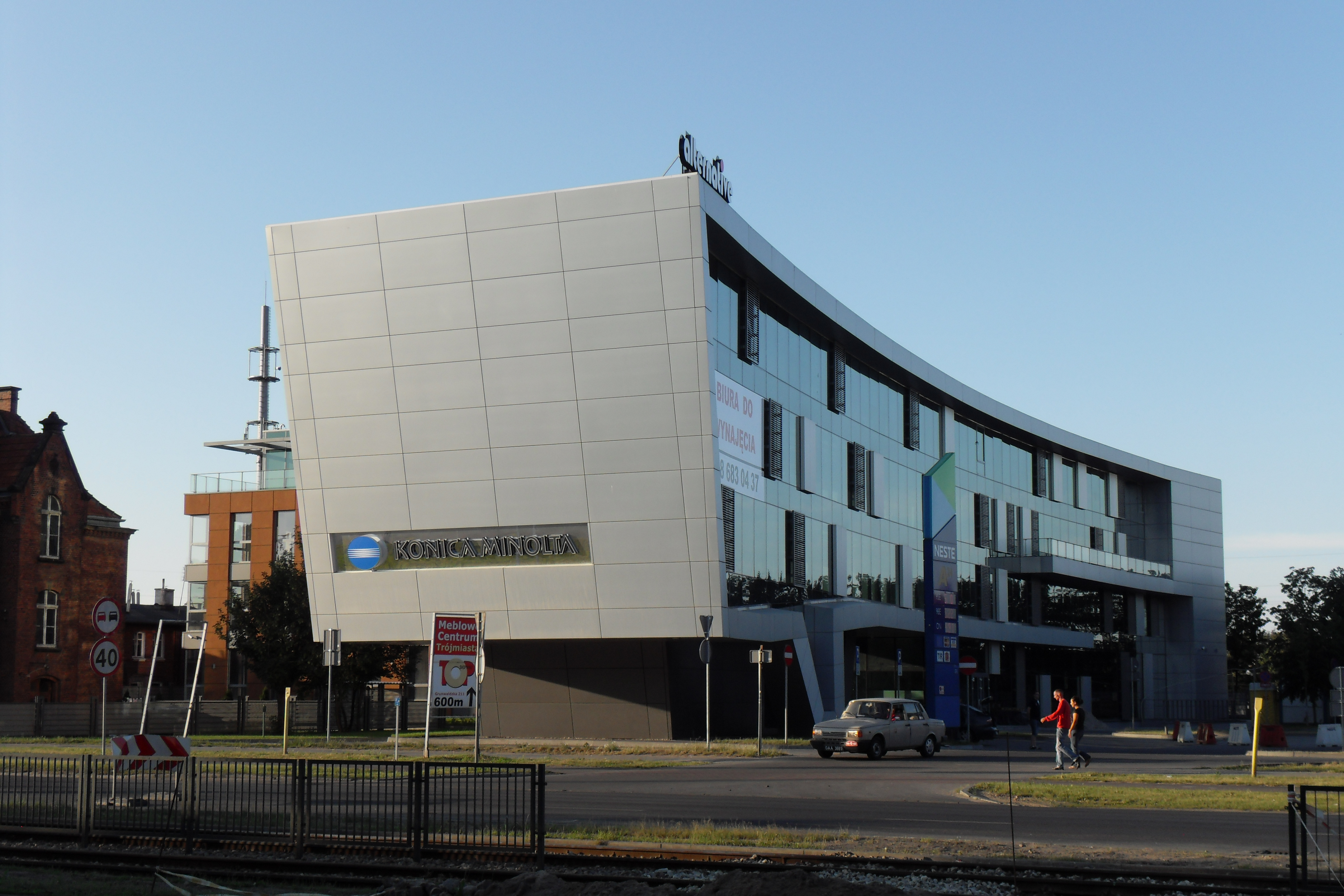
Biurowiec Office Island